# Miss Tahiti
Miss Tahiti est un concours de beauté annuel concernant les jeunes femmes de Polynésie française. Il est qualificatif pour l'élection de Miss France, retransmise en direct sur la chaîne TF1, en décembre, chaque année.
Cinq (dont une démissionnaire) Miss Tahiti ont déjà été élues Miss France :
- Edna Tepava, Miss France 1974 ;
- Thilda Fuller, Miss France 1980 (renonce à son titre après 3 jours de règne) ;
- Mareva Georges, Miss France 1991 ;
- Mareva Galanter, Miss France 1999 ;
- Vaimalama Chaves, Miss France 2019.

## Histoire
En 1966, le comité Miss France invite pour la première fois la délégation tahitienne à participer au concours. Marie Moua Tapare, Miss Tahiti 1965, est la première représentante tahitienne à concourir à l'élection nationale.
Il n'y a pas eu d'élection en 1967 et en 2020  à cause de la pandémie de Covid 19. En revanche, les Miss Tahiti ne se sont pas présentées à Miss France de 1995 à 1997, puis de 2000 à 2003, elles ont pu en revanche participer aux concours internationaux sous le nom de Miss Tahiti.

## Élections locales qualificatives
- Miss Arue ;
- Miss Hitia'a O Te Ra ;
- Miss Mahina ;
- Miss Marquises ;
- Miss Moorea ;
- Miss Paea ;
- Miss Papara ;
- Miss Punaauia ;
- Miss Raromatai ;
- Miss Tuhaa Pae.

## Les Miss
Note : Toutes les données ne sont pas encore connues.
| Année | Nom                              | Âge            | Taille         | Résidence      | Classement local/régional                 | Classement à Miss France | Autres |
| ----- | -------------------------------- | -------------- | -------------- | -------------- | ----------------------------------------- | --- | --- |
| 1960  | Teura Bauwens (°1935-†2015)      | 25 ans         |                | Teahupo'o      |                                           | | |
| 1961  | Tahia Piehi                      |                |                |                |                                           | | Prix de la popularité à Miss International 1961 (représentant Tahiti) |
| 1962  | Yolande Flohr                    |                |                |                |                                           | | |
| 1963  | Mareta Tuihaa                    | 17 ans         |                |                |                                           | | |
| 1964  | Léa Avaemai                      |                |                |                |                                           | | |
| 1965  | Marie Moua Tapare                |                |                | Punaauia       |                                           | Participe à Miss France 1967 (en remplacement de Miss Tahiti 1966). Initialement élue Miss France 1967, elle refuse le titre car elle est alors sous contrat avec une troupe de danse. Le comité Miss France lui décerne donc le titre honoraire de Miss France hors-concours. | 4e dauphine de Miss Monde 1965 (représentant Tahiti) ; 3e dauphine de Miss International 1965 (représentant Tahiti) ;                                                                                             |
| 1966  | Sonia Agnierey                   | 19 ans         |                |                |                                           | | Remplacée à Miss France 1967 (par Miss Tahiti 1965) |
| 1967  | Pas d'élection                   | Pas d'élection | Pas d'élection | Pas d'élection | Pas d'élection                            | Pas d'élection | Pas d'élection |
| 1968  | Viola Teriitahi                  | 20 ans         |                |                |                                           | | |
| 1969  | Dominique Tepava                 |                |                |                |                                           | | Ne participe pas à l'élection de Miss France 1970 |
| 1970  | Maire Léonne Tehei (°1951-†2020) | 19 ans         |                |                |                                           | | Ne participe pas à l'élection de Miss France 1971 |
| 1971  | Jeanne Burns                     |                |                |                |                                           | 1re dauphine de Miss France 1972 | |
| 1972  | Moea Arapari (°1950-†2018)       |                |                |                |                                           | | |
| 1973  | Edna Tepava (°1955-†2024)        | 17 ans         | 1,69 m         | Papeete        |                                           | Miss France 1974 | Tante de Mareva Georges, Miss France 1991 |
| 1974  | Mira Vahiatua                    |                |                | Papara         |                                           | 2e dauphine de Miss France 1975 | 3e dauphine de Miss International 1974 (représentant Tahiti) |
| 1975  | Moea Amiot                       | 19 ans         |                | Raiatea        | Miss Raiatea 1972 Miss Tiurai 1974        | 2e dauphine de Miss France 1976 | |
| 1976  | Patricia Servonnat               |                |                | Pirae          |                                           | | Prix de Waleffe à Miss France 1977 |
| 1977  | Timia Pascaline Teriiero         | 19 ans         |                |                |                                           | 6e puis 4e dauphine de Miss France 1978 | |
| 1978  | Moeata Schmouker                 |                |                |                |                                           | | |
| 1979  | Thilda Fuller (°1955-)           | 24 ans         | 1,74 m         | Pirae          |                                           | Miss France 1980 démissionnaire (son titre revient à sa 1re dauphine, Patricia Barzyk, Miss Jura, trois jours après son couronnement) | Titre spécial crée pour elle Miss France Outre-mer ; Finaliste à Miss Univers 1980 (représentant Tahiti). |
| 1980  | Tatiana Teraiamano               | 18 ans         |                | Paea           | Miss Tiurai 1978                          | Miss France Outre-mer 1981 | 5e dauphine de Miss Univers 1981 (représentant Tahiti) |
| 1981  | Maimiti Kinander                 | 22 ans         |                | Huahine        | Demoiselle d'honneur de Miss Tahiti 1975. | | Prix du Costume Folklorique à Miss France 1982 |
| 1982  | Teura Tuhiti                     |                |                | Papeete        |                                           | Miss France Outre-Mer 1983 | |
| 1983  | Rosa Lanteires                   |                |                |                |                                           | | |
| 1984  | Hinarii Kilian                   | 17 ans         |                |                |                                           | | Prix du Costume régional à Miss France 1985 |
| 1985  | Ruth Manea                       | 18 ans         |                | Pātio          |                                           | | |
| 1986  | Loana Bohl                       | 21 ans         |                |                |                                           | | Ne participe pas à l'élection de Miss France 1987 |
| 1987  | Meari Manoi                      |                |                |                |                                           | | |
| 1988  | Teumere Pater (°-†1993)          | 21 ans         | 1,71 m         |                |                                           | 2e dauphine de Miss France 1989 | |
| 1989  | Myriam Hina Tuheiava             |                | 1,79 m         | Papeete        |                                           | | 1re dauphine de Miss Asie-Pacifique 1989 (représentant Tahiti) |
| 1990  | Mareva Georges (1978)            | 21 ans         | 1,78 m         | Punaauia       |                                           | Miss France 1991 | 9e à Miss Univers 1991 (représentant la France). 5e dauphine de Miss Monde 1991 (représentant la France) ; Elle est la nièce d'Edna Tepava, Miss France 1974 et la cousine de Vaimalama Chaves, Miss France 2019. |
| 1991  | Hina Sarciaux                    |                |                | Raiatea        |                                           | | |
| 1992  | Tania Noble                      |                |                |                |                                           | | |
| 1993  | Thérèse Heikapua Moke            |                |                | Atuona         | Miss Marquises 1993                       | | Miss Talent, prix du maillot de bain et demi-finaliste à Miss Asie-Pacifique (représentant Tahiti) |
| 1994  | Vaea Olanda                      | 21 ans         |                |                |                                           | | Ne participe pas à l'élection de Miss France 1995 |
| 1995  | Timeri Baudry                    | 21 ans         |                | Papeete        |                                           | | Miss Intercontinental 1996 (représentant Tahiti) Ne participe pas à l'élection de Miss France 1996 |
| 1996  | Hinareva Hiro                    |                |                |                |                                           | | Ne participe pas à l'élection de Miss France 1997 |
| 1997  | Hinano Teanotoga                 | 23 ans         | 1,71 m         | Pirae          |                                           | 3e dauphine de Miss France 1998 | |
| 1998  | Mareva Galanter                  | 19 ans         | 1,78 m         | Papeete        |                                           | Miss France 1999 | Miss World Islands 1998 ; 13e à Miss Univers 1999 (en tant que Miss France). |
| 1999  | Manoa Frugé                      |                |                |                |                                           | | Ne participe pas à l'éléction de Miss France 2000 |
| 2000  | Vanina Bea                       | 19 ans         |                | Papeete        |                                           | | Ne participe pas à l'éléction de Miss France 2001 |
| 2001  | Ravanui Teriitaumihau            | 18 ans         | 1,81 m         | Papeete        |                                           | | Ne participe pas à l'éléction de Miss France 2002 |
| 2002  | Rava Maiarii                     |                |                | Taha'a         |                                           | | Ne participe pas à l'éléction de Miss France 2003 |
| 2003  | Heitiare Tribondeau              | 20 ans         | 1,70 m         | Moorea-Maiao   |                                           | 4e dauphine de Miss France 2004 | |
| 2004  | Raipoe Adams                     | 19 ans         | 1,72 m         | Arue           |                                           | 4e dauphine de Miss France 2005 | |
| 2005  | Mihimana Sachet                  | 22 ans         | 1,81 m         | Faaa           |                                           | | |
| 2006  | Terehe Pere                      | 21 ans         | 1,71 m         | Uturoa         | Miss Raiatea 2004.                        | | |
| 2007  | Taoahere Richmond                | 22 ans         | 1,73 m         | Pirae          | Miss Va'a 2004 ; Miss Papeete 2006.       | | |
| 2008  | Hinatea Boosie                   | 20 ans         | 1,70 m         | Nuku-Hiva      |                                           | | |
| 2009  | Puahinano Lena Bonno             | 19 ans         | 1,77 m         | Teva I Uta     |                                           | | |
| 2010  | Poehere Hutihuti "Lucie" Wilson  | 21 ans         | 1,81 m         | Papeete        |                                           | | Miss Pearl of Polynesia 2009 ; Miss Earth-Hawai 2013. |
| 2011  | Rauata Temauri                   | 22 ans         | 1,70 m         | Arue           | Miss Arue 2011                            | | |
| 2012  | Hinarani de Longeaux (1990)      | 22 ans         | 1,77 m         | Papenoo        |                                           | 1re dauphine de Miss France 2013 | Vainqueur du Concours Marilyn Agency 2007 ; Miss Universe France 2013 ; 17e à Miss Univers 2013. |
| 2013  | Mehiata Riaria (1991)            | 22 ans         | 1,77 m         | Papeete        |                                           | 1re dauphine de Miss France 2014 | 1re dauphine du concours Marilyn Agency 2007. |
| 2014  | Hinarere Taputu (1990)           | 24 ans         | 1,74 m         | Rurutu         |                                           | 1re dauphine de Miss France 2015 | Miss Vahine Tahiti 2008 ; Miss World France 2015 ; Top 10 à Miss Monde 2015. |
| 2015  | Vaimiti Teiefitu (1996)          | 19 ans         | 1,77 m         | Māhina         |                                           | 2e dauphine de Miss France 2016 | |
| 2016  | Vaea Ferrand (1994)              | 22 ans         | 1,75 m         | Papeete        |                                           | 2e dauphine de Miss France 2017 | |
| 2017  | Turouru Temorere (1996)          | 21 ans         | 1,70 m         | Arue           |                                           | | Prix de la sympathie à Miss France 2018 |
| 2018  | Vaimalama Chaves (1994),         | 24 ans         | 1,78 m         | Māhina         |                                           | Miss France 2019 | |
| 2019  | Matahari Claire Bousquet (1996)  | 23 ans         | 1,77 m         | Moorea-Maiao   |                                           | 2e dauphine de Miss France 2020 | |
| 2020  | Pas d'élection                   | Pas d'élection | Pas d'élection | Pas d'élection | Pas d'élection                            | Pas d'élection | Pas d'élection |
| 2021  | Tumateata Buisson (1997)         | 24 ans         | 1,81 m         | Paea           |                                           | 3e dauphine de Miss France 2022 | |
| 2022  | Herenui Tuheiava (1998)          | 24 ans         | 1,77 m         | Pirae          |                                           | | Prix de l’aventurière à Miss France 2023 |
| 2023  | Ravahere Silloux (1998)          | 25 ans         | 1,72 m         | Papeete        |                                           | 6e dauphine de Miss France 2024 | 4eme au Test de culture générale à Miss France 2024 |
| 2024  | Temanava Domingo (2001)          | 22 ans         | 1,81 m         | Punaauia       |                                           | Figure parmi les 15 demi-finalistes à l'élection de Miss France 2025 et termine 13e | |
| 2025  | Hinaupoko Deveze (2002)          | 23 ans         | 1,82 m         | Māhina         |                                           | | |

### Galerie

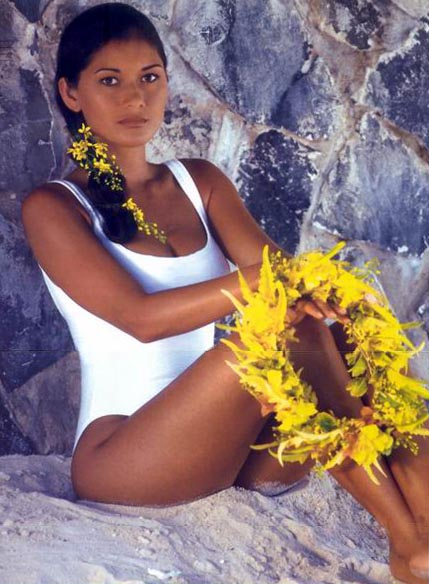
Hinano Teanotoga, Miss Tahiti 1997 et 3e dauphine de Miss France 1998.
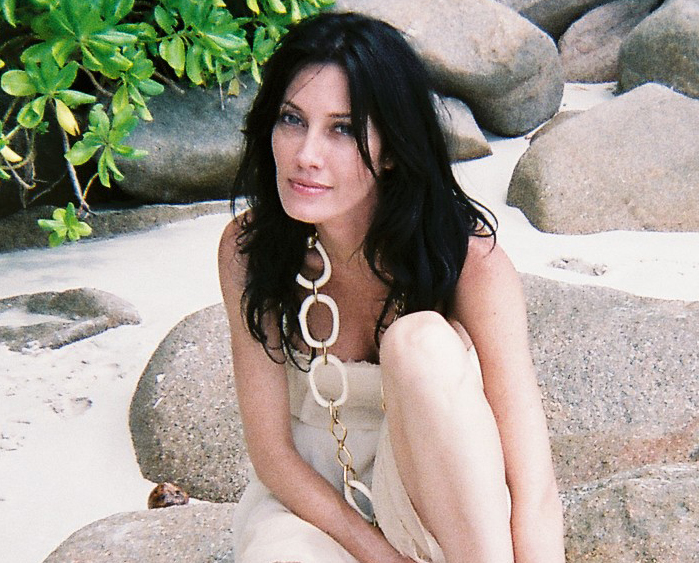
Mareva Galanter, Miss Tahiti 1998 et Miss France 1999
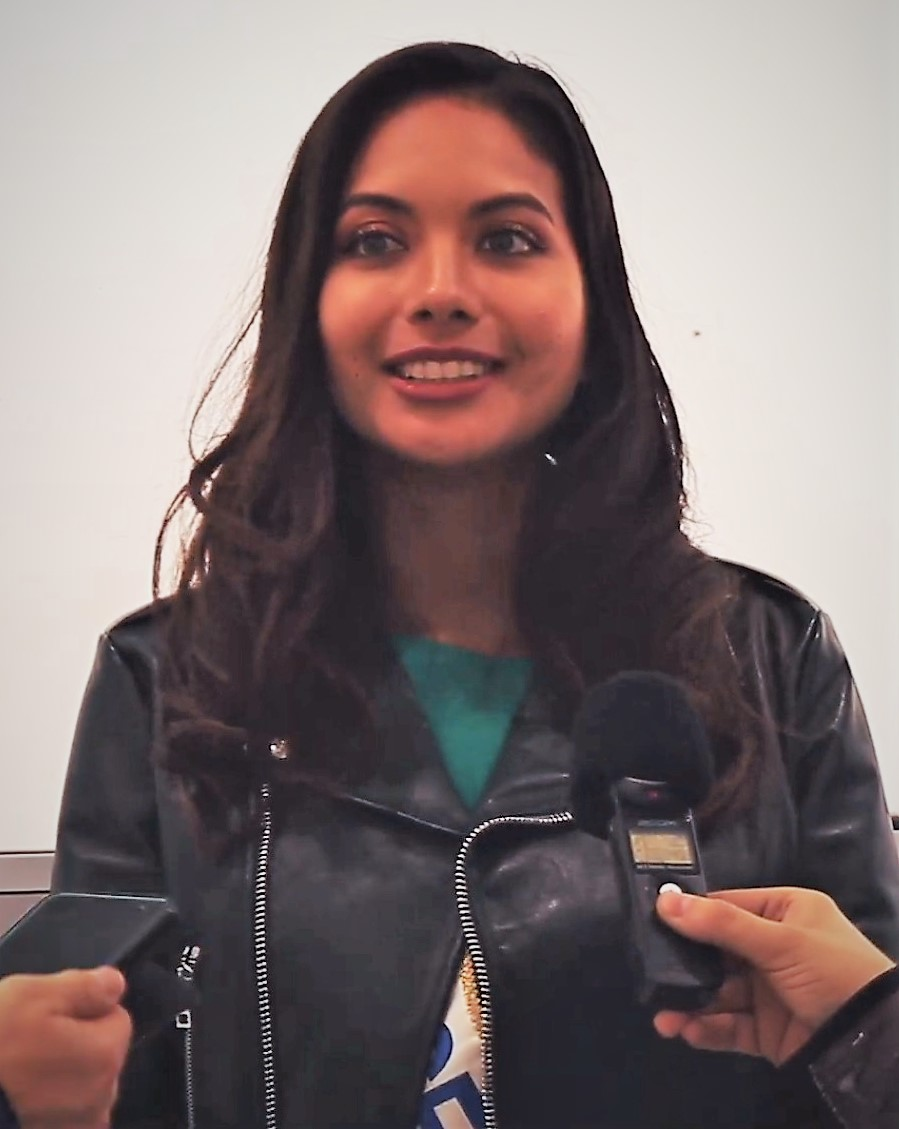
Vaimalama Chaves, Miss Tahiti 2018 et Miss France 2019
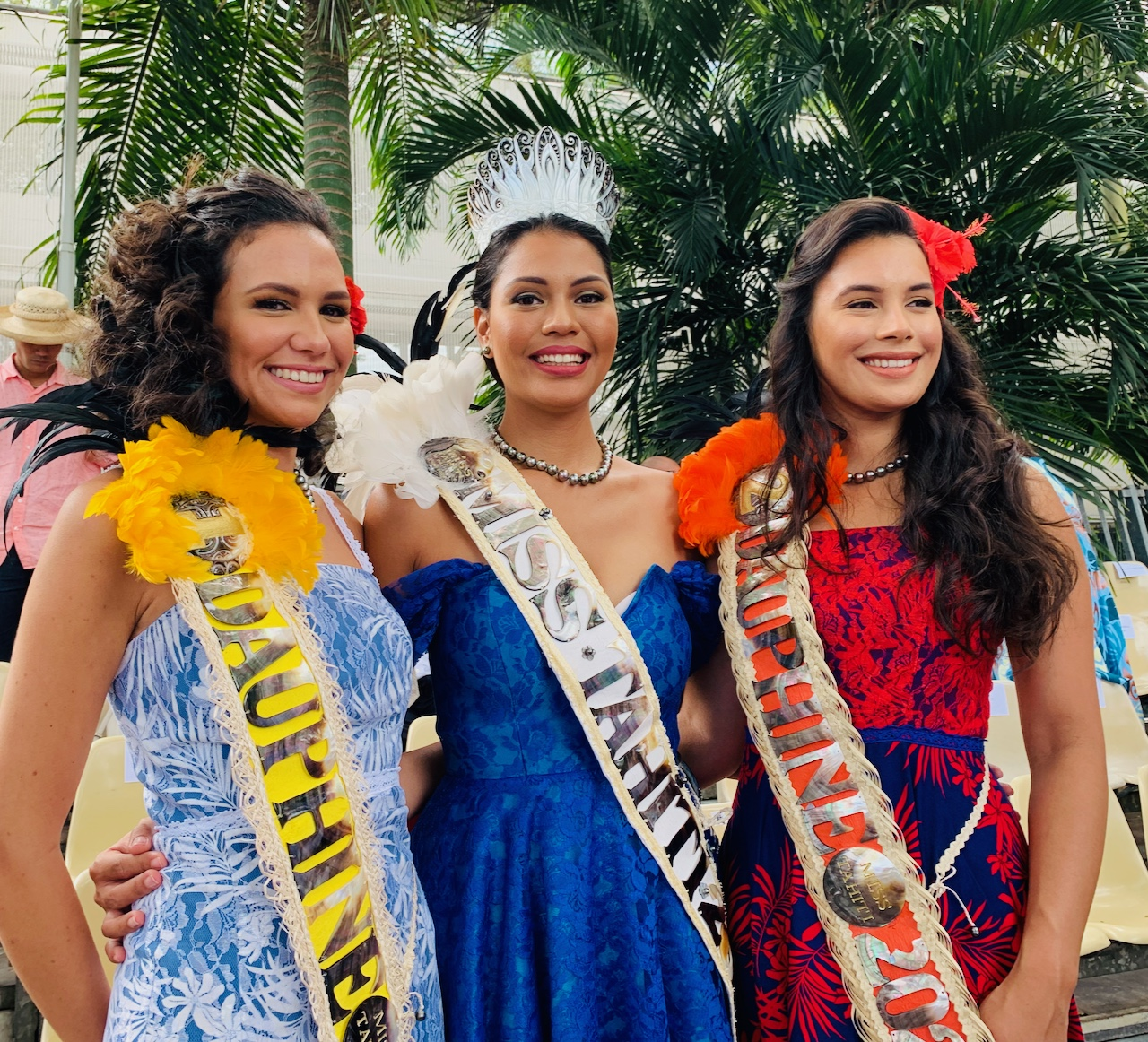
Herenui Tuheiava Miss Tahiti 2022 et ses dauphines

## Palmarès par commune depuis 2001
- Papeete : 2001, 2010, 2013, 2016, 2023 (5)
- Mahina : 2015, 2018, 2025 (3)
- Arue : 2004, 2011, 2017 (3)
- Pirae : 2007, 2022 (2)
- Moorea-Maiao : 2003, 2019 (2)
- Punaauia : 2024 (1)
- Paea : 2021 (1)
- Rurutu : 2014 (1)
- Hitiaa O Te Ra : 2012 (1)
- Teva I Uta : 2009 (1)
- Nuku-Hiva : 2008 (1)
- Uturoa : 2006 (1)
- Faaa : 2005 (1)
- Taha'a : 2002 (1)

## Palmarès à l’élection Miss France depuis 2000
- Miss France : 1974, 1980, 1991, 1999, 2019
- 1re dauphine : 2013, 2014, 2015
- 2e dauphine : 2016, 2017, 2020
- 3e dauphine : 2022
- 4e dauphine : 2004, 2005
- 5e dauphine :
- 6e dauphine : 2024
- Top 12 puis 15 : 2025
- Classement des régions pour les 10 dernières élections (Miss France 2015 à 2024) : 2e sur 30[Note 1].

## A retenir
- Meilleur classement de ces 10 dernières années : Vaimalama Chaves, élue Miss France 2019.
- Dernier classement réalisé :  Temanava Domingo, demi-finaliste de Miss France 2025.
- Dernière Miss France : Vaimalama Chaves, élue Miss France 2019.